# Orano
Оrano S. A. — французская государственная компания, лидер атомной промышленности Франции. До 2018 года называлась Areva S. A., переименование было произведено после того, как компания оказалась на грани банкротства.
Основные направления деятельности Оrano связаны с ядерной энергетикой: добыча урана, переработка и обогащение урана, изготовление топливных сборок (ТВС), транспортировка ядерного топлива, обращение с радиоактивными отходами, переработка отработавшего ядерного топлива, вывод из эксплуатации ядерных объектов.

## История
Компания Areva была создана 3 апреля 2001 года путём слияния французских компаний атомной промышленности: Framatome, Cogema и Technicatome, которые подчинялись Комиссариату по атомной энергии Франции (фр. CEA). Организационно компания Areva была основана на базе подразделения Комиссариата по атомной энергии Франции — CEA-Industrie.
В 2003 году был заключён контракт с финской энергетической компанией Teollisuuden Voima на строительство реактора нового поколения — EPR — на АЭС «Олкилуото». В 2007 году началось строительство таких реакторов также во Франции на АЭС Фламанвиль и КНР на АЭС Тайшань. В 2009 году концерн Siemens, партнёр по проекту EPR, продал свою долю и отказался продолжать сотрудничество. К этому времени строительство реакторов отстало от графика и намного превысило первоначальную смету, вскоре были выявлены недостатки в проекте EPR. Areva начала нести убытки, к которым добавились расходы на развитие подразделения ветряной энергетики. В 2014 году чистый убыток компании составил 3,84 млрд евро.
Вплоть до лета 2016 года Areva была единственной западной компанией, которая была представлена во всех видах деятельности, связанной с производством ядерной энергии. Кроме этого, она занималась разработкой и производством оборудования для электрогенерации из альтернативных и возобновляемых источников.
В июне 2016 года, после многолетних убытков, чистый долг группы достиг 7 млрд евро. Французское правительство решило реструктурировать бизнес компании Areva S.A., выведя из неё предприятия атомного машиностроения (Areva NP), ядерных силовых установок и исследовательских реакторов (Areva TA), ветроэнергетики и др.
В ходе реорганизации Areva продала принадлежавшую ей компанию ветроэнергетики Adwen испанской компании Siemens Gamesa, подразделение Areva TA по работе с ядерными силовыми установками (в частности, для подводных лодок класса «Барракуда») перешло Министерству обороны Франции, а подразделение по работе с инструментами измерения радиоактивности в австралийской Канберре было продано американской компании Mirion Technologies. Главной сделкой в этом направлении стала продажа подразделения Areva NP, занимавшегося строительством и техническим обслуживанием реакторов, компании Électricité de France. Эта компания вернула себе историческое название Framatome.
В феврале 2017 года Areva договорилась о вхождении в её капитал японских компаний Japan Nuclear Fuel Limited и Mitsubishi Heavy Industries, которые купили по 5 % акций. В результате всех этих действий к концу 2017 года консолидированный долг группы был снижен до 3 млрд евро.
23 января 2018 года группа Areva сменила свое название на Orano. При этом, юридическое лицо Areva S.A. было сохранено для финансового сопровождения группы на переходный период и исполнение ранее заключенных контрактов, в частности по строительству третьего энергоблока АЭС Олкилуото в Финляндии. Для этого была произведена дополнительная эмиссия акций, которая была выкуплена за 2 млрд евро французским государством. После реорганизации, которая продлилась полтора года, деятельность группы была переориентирована на работу исключительно вокруг ядерного топливного цикла. Основным производственным филиалом Orano стало предприятие Orano Cycle (бывшая Areva NC).

## Деятельность
По состоянию на август 2019 года Orano была вторым по величине производителем урана в мире с долей 11 %. Orano управляет площадками по производству урана в Канаде, Казахстане и Нигере. В Канаде её деятельность включает доли в рудниках Cigar Lake и McArthur River в партнёрстве с Cameco и урановые заводы McClean Lake и Key Lake. В Казахстане с 1996 года у Orano есть совместное предприятие с Казатомпромом под названием Katco. В Нигере Orano управляет двумя шахтами недалеко от Арлита на севере страны, а также разрабатывает проект Имурарен, расположенный в 80 км от Арлита. Кроме того, компании принадлежит законсервированная шахта Треккопье в Намибии вместе с опреснительной установкой недалеко от Свакопмунда. В Габоне ей принадлежит территория бывшего уранового рудника Мунана, где добыча полезных ископаемых велась с 1961 по 1999 год. В Монголии компанией открыто месторождение Дулаан Уул.
Совместное предприятие Orano CIS LLC в США — оператор захоронения радиоактивных отходов на полигоне близ города Андрус (Техас); партнёром является американская компания Waste Control Specialists.
Подразделения компании по состоянию на 2023 год:
- добыча — разведка месторождений, строительство и эксплуатация шахт, обогащение урановой руды, а также переработка отработанных аккумуляторов электромобилей; 28 % выручки;
- фронтэнд — преобразование оксида урана в гексафторид урана и его обогащение в центрифугах на заводе Georges Besse 2 близ АЭС Трикастен; 27 % выручки;
- бэкэнд — переработка отработавшего топлива, производство контейнеров для радиоактивного топлива и отходов, их транспортировка, услуги операторам АЭС, демонтаж электростанций, инженерные услуги; 45 % выручки;
- другое — производство радиоизотопов (свинец-212 и др.) для медицинского применения и другая деятельность.

Выручка компании за 2023 год составила 4,8 млрд евро, её распределение по регионам: Франция — 50 %, остальная Европа — 15 %, Америка — 13 %, Азия — 19 %, Африка и Ближний Восток — 2 %.

## Собственники и руководство
По состоянию на конец 2023 года собственниками группы Orano были:
- Правительство Франции: 90 %;
- Japan Nuclear Fuel Limited[англ.] (JNFL): 5 %;
- Mitsubishi Heavy Industries (MHI): 5 %;
- Комиссариат по атомной и альтернативным видам энергии (CEA): 1 акция.

Ключевые фигуры:
- Клод Имовен (Claude Imauven, род. 6 сентября 1957 года) — председатель совета директоров с 2020 года, член совета с 2017 года; ранее работал в промышленной группе Saint-Gobain.
- Николя Маэ (Nicolas Maes) — генеральный директор с ноября 2023 года, в AREVA с 2011 года.

## Сотрудничество c Россией
Одним из поставщиков компании является российский ОАО «Машиностроительный завод» компании ТВЭЛ.
Сотрудничество длится уже более 20 лет и по состоянию на октябрь 2013 года ОАО МСЗ выполнило для Orano (Areva) более 3000 тепловыделяющих сборок.

## Дочерние компании
Основные филиалы реструктуризированной компании Оrano SA (Areva) по состоянию на конец 2017 года:
- Orano Cycle SA
- Orano Mining SA
- Orano Projects SAS
- Orano Med SAS
- Orano USA LLC
- Orano Support SAS
- Orano Assurance et Réassurance SA
- SinerGIE (50 %)

Кроме этого в состав группы входит более ста компаний с разной степенью аффилированности.